# Bent Thorndahl
Bent Thorndahl (født 27. september 1927 i Thorsager Sogn, død 6. marts 2016) var en dansk journalist og forfatter, der fra 1971 til 1982 var chefredaktør for dagbladet Politiken.
Thorndahl, der var søn af en lærer, blev student fra Herlufsholm i 1947. og blev samme sommer ansat som journalistelev ved Dybbøl-Posten. Herefter var han 1948-1949 journalist på Tønder Amtstidende, hvorefter han forsatte på Hejmdal i Aabenraa inden han i 1953 kom til Kolding Folkeblad. Her var han til 1955, hvor han blev redaktionssekretær på Politiken. Han avancerede i 1965 til redaktionschef samme sted. Fra 1970 til 1971 var han adm. chefredaktør for Ritzaus Bureau. Fra 1971 til 1982 var han administrerende chefredaktør for Politiken, og fortsatte herefter nogle år som chef for Politikens informationsvirksomhed, Polinfo. 
Derudover sad han i bestyrelsen for den internationale nyhedsbureau-sammenslutning Gruppe '39 1970-1971, ligesom han var bestyrelsesmedlem i Københavns Redaktørforening og Ritzaus Bureau samt formand for den danske nationalkomité under International Press Institute.
Som forfatter stod han bag romanerne Mordet i Poe-klubben (1966), En bolighajs død og Damen i rødt samt nogle noveller.